# Румен Попов
Румен Георгиев Попов е български офицер, контраадмирал (генерал-майор).

## Биография
Роден на 28 март 1932 г. в Пловдив. Завършва основно образование и се записва в кадетския курс на Военноморското училище във Варна. Завършва като отличник на випуска. През 1953 завършва и е изпратен на обучение за подводничар в Одеса заедно с други моряци. Завръща се през 1954 г. От 1954 до 1963 г. последователно е на различни командни длъжности на подводниците „Малютка“ и „Уиски“. От 1960 до 1963 е последователно старши помощник командир и командир на подводна лодка „С-42“, клас „Уиски“ (1960 – 63). Учи съкратен курс за подготовка на командири на подводници във Военноморската академия в Ленинград, Русия. В периода 1963 – 1967 г. завършва академията със златен медал. След като се завръща е назначен за оператор в Оперативния отдел на Щаба на ВМФ. Бил е началник на отдел „Оперативен“, заместник-началник на Щаба на ВМФ, а по-късно и в Оперативно управление на Генералния щаб на БА. Между 1982 и 1990 г. е началник на Висшето военноморско училище във Варна. След това излиза в запас. Почетен член е на Съюза на подводничарите в България.

## Военни звания
- Лейтенант (1953)
- Контраадмирал (1983)

## Книги
- „Случки и Размисли“ (2012).
- „Животописът ми“. Издателство „Славена“, Варна, 2013
- „Бележки от чекмеджето“ (сборник откровения), Издателство МС („Морски Свят“), Варна, 2018